# 宮田敬助
宮田 敬助（みやた けいすけ、1921年（大正10年）1月12日 - 2013年（平成25年）8月9日）は、日本の海軍軍人、海上自衛官。群馬県出身。
海軍大尉で終戦を迎えた後、警察予備隊・保安隊への入隊を経て海上自衛隊に転官し、少年術科学校長、第3護衛隊群司令、第11代護衛艦隊司令官、第17代横須賀地方総監などの要職を歴任した。海上自衛隊における最終階級は海将。

## 経歴
旧制沼田中学校を経て海軍兵学校を第69期で卒業。卒業後は重巡洋艦「那智」に乗組む。その後、重巡洋艦「三隈」乗組みを経て、戦艦「大和」乗組みとなり、太平洋戦争を迎えた。その後、駆逐艦の水雷長等で勤務し、戦争末期には人間魚雷「回天」を運用する部隊に配属され、大神基地で終戦を迎えた。戦後は、警察予備隊（後の陸上自衛隊）に入隊。その後、海上自衛隊に転官した。海上自衛隊でも主に海上勤務の後、少年術科学校長、第3護衛隊群司令、護衛艦隊司令官等の要職を歴任し、1976年（昭和51年）5月、第17代横須賀地方総監に就任。1977年（昭和52年）7月に退官した。

## 年譜
- 1938年（昭和13年）
  - 4月1日：海軍兵学校入校
- 1941年（昭和16年）
  - 3月25日：海軍兵学校卒業（第69期）、任海軍少尉候補生、重巡洋艦「那智」乗組[1]
  - 4月21日：重巡洋艦「三隈」乗組[2]
  - 9月20日：戦艦「大和」乗組[3]
  - 11月1日：海軍少尉任官[4]
- 1942年（昭和17年）
  - 4月20日：重巡洋艦「愛宕」乗組[5]
  - 11月1日：海軍中尉に進級[6]
- 1943年（昭和18年）
  - 1月15日：横須賀鎮守府附[7]
  - 3月7日：駆逐艦「嵐」水雷長兼分隊長[8]
  - 9月12日：横須賀鎮守府附[9]
  - 10月1日：戦艦「伊勢」乗組[10]
  - 11月17日：駆逐艦「沖波」艤装員[11]
  - 12月10日：駆逐艦「沖波」水雷長兼分隊長[12]
- 1944年（昭和19年）
  - 3月15日：海軍大尉に進級[13]
  - 4月20日：海軍潜水学校付[14]
  - 5月1日：海軍潜水学校高等科学生[15]
  - 10月14日：第一特別基地隊附[16]
- 1945年（昭和20年）
  - 3月1日：光突撃隊特攻隊長兼分隊長教官 [17]
  - 5月10日：大神突撃隊特攻長兼分隊長教官 [18]
  - 11月5日：第221号海防艦長 [19]
  - 11月30日：予備役に編入、充員召集[20]
- 1946年（昭和21年）3月30日：充員召集解除[21]
- 1947年（昭和22年）11月28日：公職追放仮指定[22]
- 1951年（昭和26年）12月7日：警察予備隊入隊（1等警察士）[23]
- 1952年（昭和27年）7月1日：3等警察正に任命[24]
- 1955年（昭和30年）7月28日：海上自衛隊に転官（3等海佐）[25]
- 1956年（昭和31年）11月16日：第1魚雷艇隊司令
- 1957年（昭和32年）12月16日：護衛艦「わかば」艦長
- 1963年（昭和38年）7月1日：1等海佐に昇任
- 1964年（昭和39年）11月16日：統合幕僚会議事務局第3幕僚室勤務
- 1965年（昭和40年）12月16日：練習艦隊司令部幕僚
- 1966年（昭和41年）12月16日：第31護衛隊司令
- 1968年（昭和43年）1月5日：自衛艦隊司令部幕僚
- 1969年（昭和44年）1月16日：海上幕僚監部総務部総務課長
- 1970年（昭和45年）
  - 1月1日：海将補に昇任
  - 1月16日：海上自衛隊第1術科学校付
  - 3月2日：海上自衛隊少年術科学校長
- 1971年（昭和46年）1月1日：第3護衛隊群司令
- 1972年（昭和47年）
  - 6月16日：海上幕僚監部付
  - 7月1日：海上幕僚監部総務部長
- 1973年（昭和48年）12月1日：海将に昇任、第11代 護衛艦隊司令官に就任
- 1975年（昭和50年）3月17日：海上幕僚副長
- 1976年（昭和51年）5月17日：第17代 横須賀地方総監に就任
- 1977年（昭和52年）7月1日：退官
- 1991年（平成03年）4月29日：勲三等旭日中綬章受章[26]
- 2013年（平成25年）8月9日：逝去（享年92）、叙・正四位[27]

## 第十雄洋丸事件での対応
1974年（昭和49年）11月9日に起こったLPGタンカー衝突炎上事故「第十雄洋丸事件」での対応では護衛艦隊司令官として陣頭指揮をとった。